# Jütisches Recht

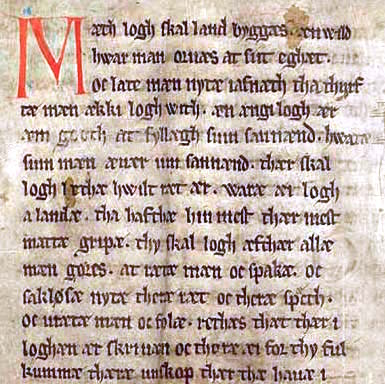
Aus dem Codex Holmiensis 37, der ältesten erhaltenen Handschrift

Das jütische Recht (Gerichtsterminus: Jütisches Low, dänisch Jyske Lov, niederdeutsch Jütsche Low) ist eine Gesetzesordnung von 1241, die unter Waldemar II. in Kraft trat. Das Jütische Recht galt auf der Halbinsel Jütland bis an die Eider (also einschließlich Schleswigs bzw. Sønderjyllands), auf diversen angrenzenden kleineren Inseln (wie z. B. Rømø) sowie auf den Inseln Fünen, Fehmarn und Helgoland und ist eine der ältesten schriftlich fixierten Rechtsgrundlagen in Dänemark.

## Gültigkeitszeitraum
Im Königreich Dänemark blieb das Jütische Recht bis 1683 gültig. Der dänische König Christian V. ersetzte es durch das Dänische Recht. Im Herzogtum Schleswig hingegen wurde es weiterhin angewendet und blieb teilweise sogar noch bis zur im Deutschen Reich erfolgten Einführung des Bürgerlichen Gesetzbuchs am 1. Januar 1900 gültig.
In gegenwärtiger juristischer Literatur und Rechtsprechung wird allerdings davon ausgegangen, dass einzelne Normen des Jütischen Low weiterhin im Geltungsgebiet in Kraft seien. Sie können sogar in Einzelfällen innerhalb von Gesetzeskonkurrenzen Vorrang gegenüber aktuellen Gesetzen (wie dem BGB) haben. Eine der Ursachen für das Fortbestehen der Gültigkeit ist darin zu finden, dass einige preußische Gesetze – wie das Preußische Allgemeine Landrecht von 1794 – in Schleswig-Holstein nie in Kraft traten, so dass zum Beispiel nach Art. 55 ff. EGBGB die weiterhin gültigen landesrechtlichen Normen des Jütischen Low gelten könnten.

## Vorläufer
Zu den noch etwas älteren, ebenfalls unter König Waldemar II. verfassten Landschaftsrechten gehörte weiter das Seeländische Recht (für Seeland und die südlichen Inseln) und das Schonische Recht (für Schonen einschließlich Bornholm, Halland und Blekinge).

## Geschichte
Der mittelalterliche dänische Chronist Saxo Grammaticus berichtet in seinem um 1200 entstandenen Werk Gesta Danorum über die Versuche der dänischen Könige, übergreifende Gesetze durchzusetzen. Wie bereits in der Antike verbreitet, ging man im 12. Jahrhundert in vielen Teilen des christlichen Europa dazu über, geltende Gewohnheitsrechte zu kodifizieren. Unter Waldemar II. (König 1202–1241, Herzog von Schleswig 1182–1202) nahmen die ersten Landschaftsrechte Gestalt an. Das Jütische Recht ist als einziges datiert und erschien kurz vor dem Tode des Königs 1241. Dem Inhalt nach müssen Schonisches und Seeländisches Recht jedoch noch einige Jahre älter sein.
Als Hauptverfasser des Werks gilt Bischof Gunner von Viborg, dem politischen Zentrum Jütlands. Aus der Vorrede geht hervor, dass der König gemeinsam mit seinen Söhnen Erik Plovpenning, Abel, Christoffer und Uffe Thrugotsen, seinerzeit als Erzbischof von Lund höchster geistlicher Würdenträger im Reich, sämtlichen dänischen Bischöfen und „den besten Männern im Reich“ den Rechtscodex anerkannt habe. Wahrscheinlich ist der Gesetzestext auch am jütischen Landesthing in Viborg beschlossen worden, denn im Vorwort wird erwähnt, dass niemand gegen das Recht verstoßen und richten dürfe, das der König gegeben und das Land beschlossen habe.

## Inhalt

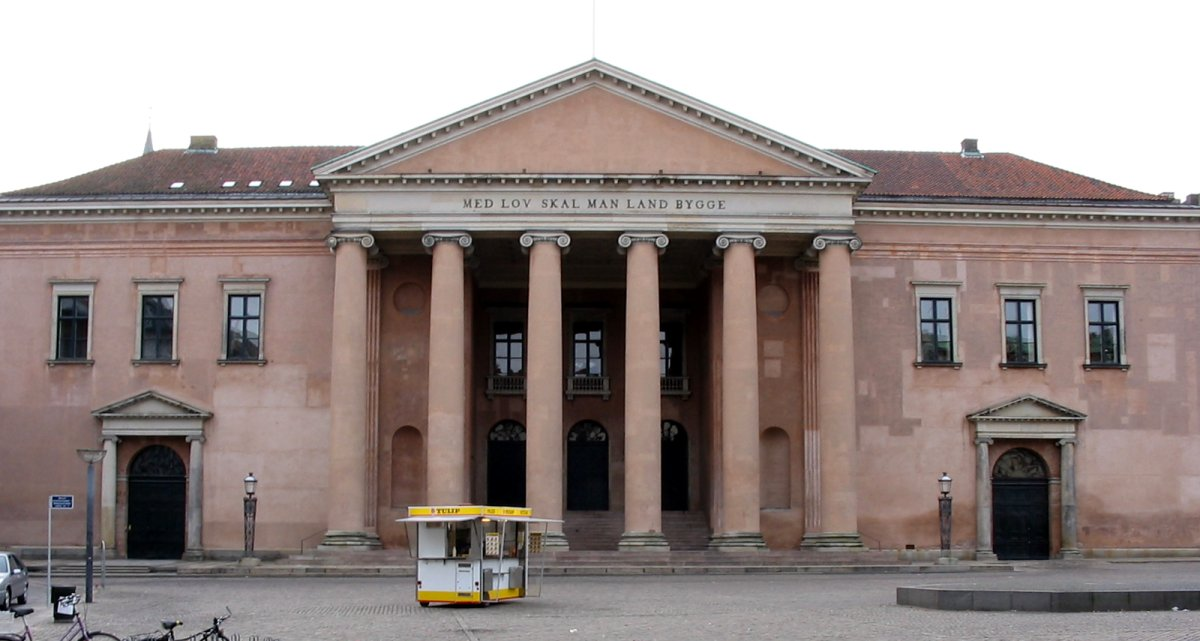
Über dem Porticus des Kopenhagener Stadtgerichts steht der Einleitungssatz: MED LOV SKAL MAN LAND BYGGE.

Das Jütische Recht war für seine Zeit sehr detailliert, was der kasuistischen Rechtsauffassung durchaus entsprach. In erster Linie trug der Codex  ältere Gewohnheitsrechte für viele alltägliche Angelegenheiten zusammen, bei denen es zum Interessenkonflikt zwischen zwei Parteien kommen konnte. Neu war jedoch, dass Prozessführung mit Beweisaufnahme, Zeugenverhör und Schwüren festgeschrieben wurde, um Blutrache und das Recht des Stärkeren endgültig zu überwinden.
Im Gegensatz zu den beiden anderen dänischen Landschaftsrechten hat das Jütische Recht eine Vorrede, aus der nicht nur wie erwähnt die Initiatoren kenntlich werden, sondern auch Sinn und Zweck des Rechtscodex’ ausgeführt werden.
Die Einführung lautet in der Übersetzung:
Mit dem Gesetz soll das Land gebaut werden. Doch würde jedermann sich mit seinem eigenen begnügen und Männern dasselbe Recht zugestehen, dann hätte man für kein Gesetz Bedürfnis. Aber kein Gesetz ist gleich gut zu folgen wie Wahrheit; wo man um die Wahrheit zweifelt, da soll das Gesetz herausfinden, was recht ist.
Des Weiteren wird betont, dass vor Gott und Gesetz alle gleich seien, dass der Schwache vor dem Recht des Stärkeren geschützt werden sollte, dass jeder friedliche Mensch seinen Frieden gewahrt sehen sollte, und dass die Ungerechten für ihre Taten nach dem Gesetz verurteilt und bestraft werden sollen. Somit wird bereits in der Vorrede ein bemerkenswertes Idealbild von Recht und Gerechtigkeit gezeichnet – das der Rechtslage im Staat wohl kaum entsprochen haben dürfte, wenn man allein an den bald nach dem Tod des Königs ausbrechenden Krieg zwischen seinen Söhnen Erik und Abel denkt.
Das Original wurde 1241 auf Mittelalterdänisch abgefasst. Das älteste erhaltene Exemplar (Ende 13. Jahrhundert) liegt heute in der Königlichen Bibliothek in Stockholm. Um 1700 gehörte diese Handschrift noch dem Bischof von Ripen, Christian Muus, aber sie könnte als Kriegsbeute nach Schweden geführt worden sein.
Schon im Mittelalter entstand eine niederdeutsche Übersetzung, 1486 wurde zum ersten Mal eine niederdeutsche Übersetzung gedruckt, 1593 erschien eine amtliche niederdeutsche Übersetzung (nach der neuen dänischen Ausgabe 1590). 1717 wurde eine mit hochdeutschen Vorbemerkungen und in der mittelalterlich-juristischen Tradition „Glossa“ genannten Kommentierungen versehene Ausgabe gedruckt, Das Jütische Low-Buch. 1819 gab N. Falck die niederdeutsche Übersetzung des Jahres 1593 mit einer hochdeutschen Übersetzung heraus. Der niederdeutsche Text von 1593 findet sich, hg. v. P. G. Thorsen, auch in einer amtlichen dänischen Ausgabe für das Herzogtum Schleswig aus dem Jahr 1853.
Der erste Satz Med Lov skal Land bygges ist noch heute in ganz Dänemark allgemein bekannt. Er ziert in der Variante Med Lov skal man Land bygge unter anderem den Porticus des 1815 erbauten Kopenhagener Stadtgerichts. In Zeiten der Nationalromantik erfuhr gerade das in der Vorrede gezeichnete Idealbild eines auf Recht basierten Staates eine Hervorhebung.

## Geltungsbereich

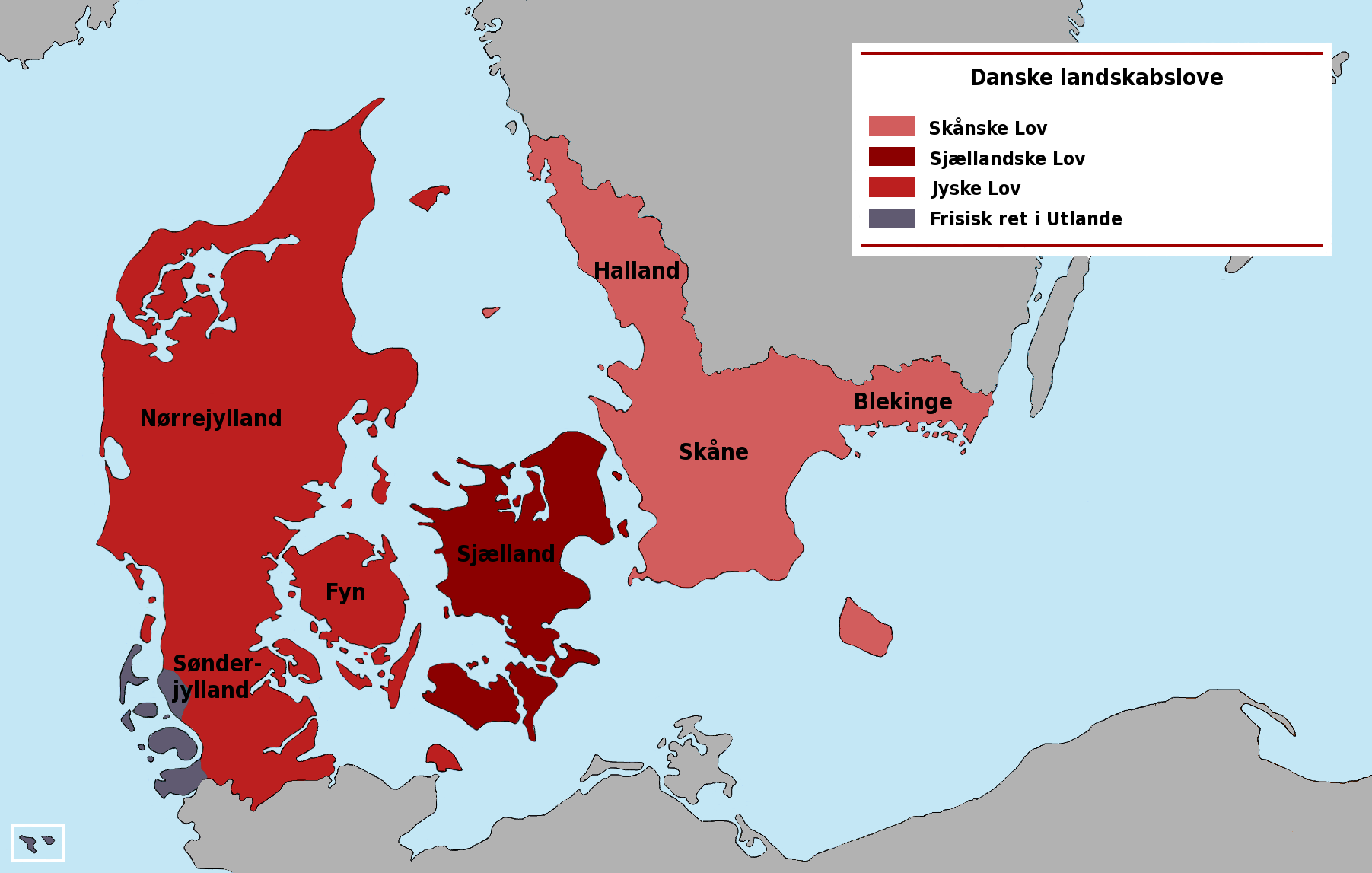
Räumliche Geltungsbereiche der dänischen Landschaftsrechte

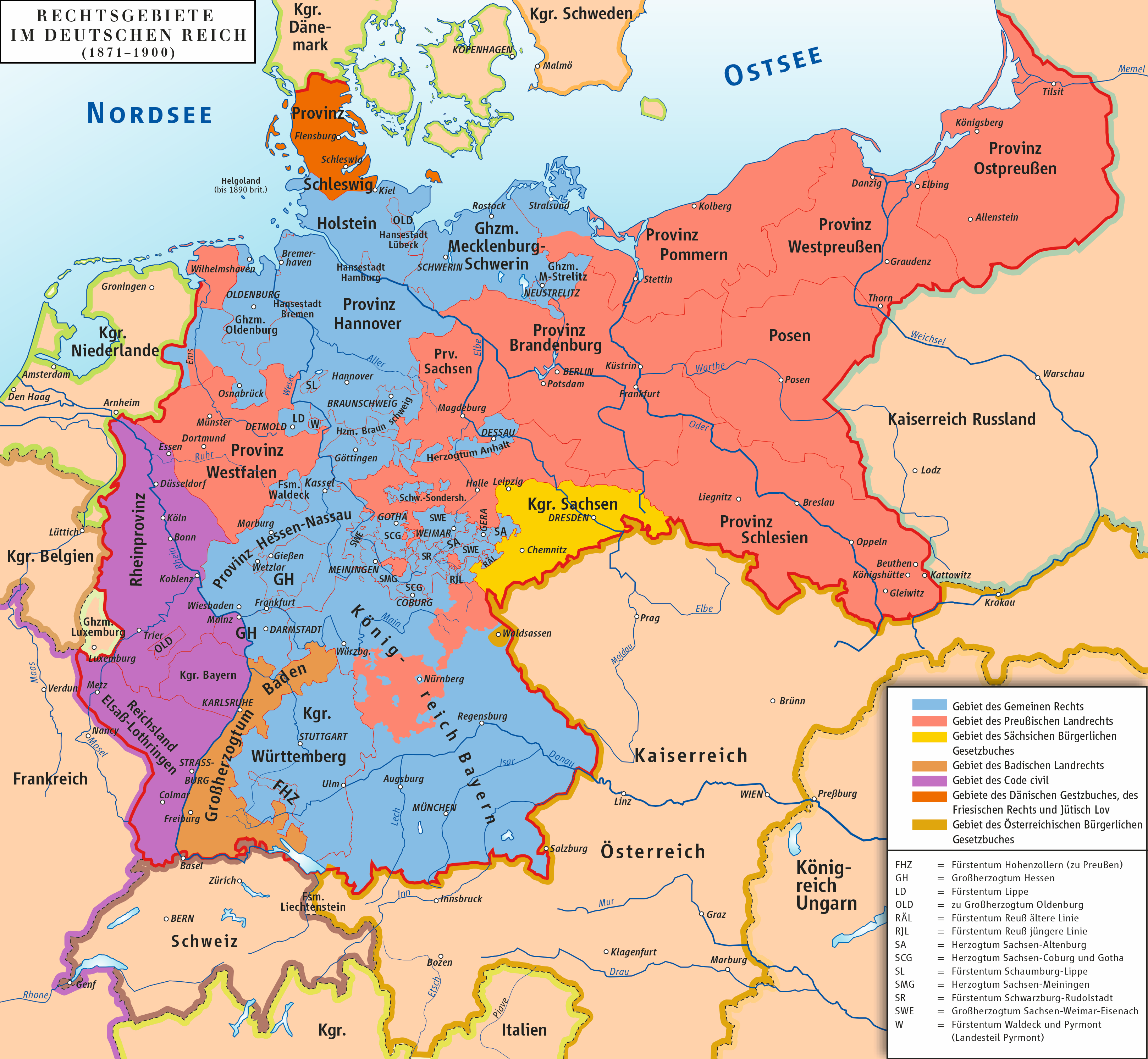
Räumlicher Geltungsbereich zum Ende des 19. Jh. im ehemaligen Herzogtum Schleswig

Das Jütische Recht war die einzige übergeordnete Rechtsordnung in Jütland (mit Schleswig) und auf Fünen. Teilweise wurde es auch im östlichen Dänemark miteinbezogen, da es ausführlicher war als das Schonische und Seeländische Recht. Laut einigen Rechtshistorikern könnte das Jütische Recht für eine Anwendung im ganzen Reich abgesehen sein, da es auf einer Tagung von Großherren in Vordingborg auf Seeland angenommen wurde.
Das Jütische Recht wurde niemals grundlegend geändert, da man bis teilweise ins 19. Jahrhundert hinein die ältesten Gesetze und Rechte als die einzig wahren ansah und der Grundsatz, dass neues Recht älteres ersetze, noch nicht durchgesetzt worden war. Das Jütische Recht deckte jedoch längst nicht alle Lebensbereiche. Vor allem im Herzogtum Schleswig wurde, vermittelt durch in Mitteleuropa ausgebildete Juristen, Römisches Recht immer häufiger zu Rate gezogen. Die Carolina, das peinliche Hand- und Halsrecht des Kaisers Karl V., wurde sogar zum dominierenden Strafgesetzbuch, obwohl Schleswig niemals zum Heiligen Römischen Reich Deutscher Nation gehörte. Hinsichtlich des Strafrechts war das Jütische Recht im 17. Jahrhundert nicht mehr ausreichend. Im Königreich Dänemark wurden die Landschaftsrechte 1683 durch das Dänische Recht ersetzt, welches allerdings viele Grundsätze des Jütischen Rechts weiterführte.
Im Herzogtum Schleswig blieb es gültig, sofern es dort nicht mit bestimmten Landschaftsrechten (in Eiderstedt, auf Nordstrand und Fehmarn) oder Stadtrechten kollidierte; letztere waren allerdings jünger als das Jütische Recht und standen daher nicht im Gegensatz zu diesem. Als Schleswig 1866 preußisch und 1871 deutsch wurde, gab es zunächst keine neue oder auswärtige Gesetzesordnung, welche die alten Rechte ersetzte. Daher blieb das Jütische Recht formell gültig, außer in den ehemaligen königlichen Enklaven an der Westküste, wo das Dänische Recht von 1683 galt. Erst 1900 ersetzte das Bürgerliche Gesetzbuch die traditionsreiche Ordnung aus dem Mittelalter – allerdings auch nicht vollständig, da nach dem Einführungsgesetz zum Bürgerlichen Gesetzbuche (EGBGB) sowie nach einzelnen Normen innerhalb des Bürgerlichen Gesetzbuchs weiterhin zum Teil die Regelungen des Jütischen Low als landesrechtliche Vorschriften in Kraft bleiben.

## Anwendung heute
Einige wenige Bestimmungen des Jütischen Rechts bleiben heute noch gültig, weil sie bislang von keinen anderen Gesetzen abgelöst oder aufgehoben wurden.
Nach den Artikeln 55 ff. EGBGB könnte es im heutigen Gültigkeitsbereich (Südschleswig, Fehmarn, Helgoland) des Jütischen Low als Landesgesetz gegenüber BGB-Normen unter anderem in den Vorschriften über Lehen und Stammgüter (Art. 59), Erbpachtrecht (Art. 63), Anerbenrecht (Art. 64), Deichrecht (Art. 66), Jagdrecht (Art. 69), Zwangs- und Bannrechten (Art. 74), Haftung des Staates und der Gemeinden (Art. 77) Vorrang haben, sofern es nicht durch neuere Landesgesetze außer Kraft gesetzt worden ist. Der Vorbehalt hinsichtlich des Wasserrechts in Art. 65 EGBGB wurde mit Erlass des Wasserhaushaltsgesetzes im Jahr 2010 aufgehoben. Allerdings enthält das WHG seinerseits Vorbehalte zugunsten des Landesrechts – etwa in § 4 Abs. 5 in Bezug auf das Gewässereigentum –, sodass das Jütische Low in Einzelfällen auch weiterhin Anwendung finden kann.
In einer komplizierten Erbsache in den 1980er Jahren zitierte das schleswig-holsteinische Oberlandesgericht noch das Jütische Recht. Auch im Jahre 2000 griff es bei der Frage, ob der Vorstrand vor Fehmarn eigentumsfähig sei, auf das Jütische Low in seiner 1592 von Christian IV. autorisierten Übersetzung zurück. Dieselbe Norm war bereits zuvor im Jahr 1990 vom Bundesverwaltungsgericht herangezogen worden, um in einem Rechtsstreit zwischen dem Land Schleswig-Holstein und dem Bund fehlendes Eigentum des Landes an einem Wassergrundstück zu begründen. Das Jütische Low ist vielleicht das einzige Beispiel geltenden Rechts in niederdeutscher Sprache.

## Vorrede in Übersetzung
Mit Gesetz soll Land gebaut werden. Doch würde jedermann sich mit seinem eigenen begnügen und Männern dasselbe Recht zustehen, dann hätte man für kein Gesetz Bedürfnis. Aber kein Gesetz ist gleich gut zu folgen wie Wahrheit; wo man um die Wahrheit zweifelt, da soll das Gesetz herausfinden, was recht ist.
Wäre kein Gesetz im Lande, dann hätte der mehr, wer sich mehr aneignen könnte; deswegen soll das Gesetz nach aller Menschen Bedürfnis gemacht werden, dass gerechten Männern und Friedlichen und Unschuldigen ihre Rechtschaffenheit und Friedlichkeit zugutekommen, und üble und ungerechte Männer sich davor ängsten, was im Gesetz geschrieben ist, und deswegen nicht ihre Bosheit, wonach ihr Sinn steht, zu vollstrecken wagen.
Gut ist es und recht, dass der, wen Angst vor Gott und Liebe zum Recht nicht zu Gutes locken können, dass Angst vor dem Häuptling und dem Gesetz des Landes sie verhindert, übles zu tun, und sie bestraft, wenn sie übles tun.
Das Gesetz soll ehrlich, gerecht und billig, nach den Gebrauchen des Landes sein, passend und hinsichtsgemäß und so klar, dass alle Männer wissen und verstehen können, was das Gesetz sagt, und nicht zum besonderen Gunst eines Mannes geschrieben oder gemacht sein, aber nach aller Männer Bedürfnis, die im Lande wohnen.
Auch soll kein Mann gegen das Gesetz urteilen, das der König gibt und das Land annimmt; aber nach dem Gesetz soll das Land geurteilt und geleitet werden.
Das Gesetz, das der König gibt und das ganze Land annimmt, das kann er auch nicht aufheben oder ändern ohne Willen des Landes, denn dabei würde er offenbar gegen Gott handeln.
Es ist Königs und Häuptlings Amt, die im Lande sind, das Recht zu wehren und Rechtes zu tun und den zu befreien, der mit Gewalt gezwungen wird, so wie Witwen und Kinder ohne Vormund und Pilger und Ausländer und arme Männer: sie trifft am häufigsten Gewalt, und nicht Untatsmänner, die, die sich nicht verbessern wollen, in seinem Lande leben lassen, denn darin, dass er Untatsmänner bestraft oder totschlägt, da ist er Gottes Diener und des Gesetzes Beschützer.
Denn wie die heilige Kirche von Papst und Bischof gelenkt wird, so soll jedes Land mit dem König oder seinen Richtern gelenkt und gewehrt werden.
Dazu sind auch alle pflichtig, die in seinem Lande wohnen, ihm hörig und gehorsam und untertänig und gefügsam zu sein; dafür ist er pflichtig, ihnen allen Frieden zu leisten.
Das sollen auch die Häuptlinge der Welt wissen, dass mit der Macht, die Gott ihnen in dieser Welt übertrug, da übertrug er ihnen und seiner heiligen Kirche, vor allen unrechten Forderungen zu wehren, aber werden sie vergesslich und parteilich und wehren nicht, so wie recht ist, dann sollen sie am jüngsten Tage zur Verantwortung stehen, wenn der Kirche Freiheit und des Landes Freiheit ihretwegen in ihrer Zeit gemindert werden.